# Kölmer
Als Kölmer (früher Cölmer) wurden bis ins 19. Jahrhundert in Preußen Landwirte bezeichnet, die über nach Kulmschem Recht völlig freies Allodial-Grundeigentum verfügten, insbesondere die Besitzer kölmischer Dörfer und kölmischer Freigüter.

## Geschichte
Die kölmischen Gutsbesitzer, auch kölmische Freie oder kölmische Insassen genannt, machten mit der Ritterschaft und dem Adel in Ost- und Westpreußen bis in die Neuzeit den zweiten Landstand aus.
Namensgebend für die Kölmer war das Kulmische Privilegium, das der Deutsche Orden nach der Eroberung des Kulmer Landes am 28. Dezember 1232 vorzugsweise denjenigen erteilte, die ihm aus Deutschland zur Eroberung des Landes zu Hilfe gekommen waren. Ihre Besitzungen waren freies erbliches Eigentum, und sie waren von allen gewöhnlichen Naturaldiensten, wie Scharwerk oder Burgdienste, befreit und nur zu Kriegsfuhren und anderen Diensten bei Anwesenheit der Landesherrschaft, oder für allgemeine Zwecke, verpflichtet.
Alle kölmischen Güter, die bereits vor 1612 im Besitz adliger Familien gewesen waren, erklärte der Kurfürst Friedrich Wilhelm am 16. Juli 1663 zu Rittergütern. Einigen kölmischen Gütern wurde auch die Gerichtsbarkeit, Jagd-, Fischerei-, Krug- und Mühlengerechtigkeit etc. verliehen. Es gab deshalb nicht nur kölmische Güter, sondern auch kölmische Krüger, Müller, Gärtner usw. Ein aus mehreren kleinen kölmischen Freigütern bestehende Ortschaft wurde als kölmisches Dorf bezeichnet; am Winterfeldzug gegen die Schweden 1678/79 nahmen unter anderen auch 500 Kölmer teil.
Nach der Kabinettsordre vom 10. September 1807 erhielten diese Güter zudem das Recht, das landschaftlichen Kreditsystem zu nutzen und zu allen künftigen Landtagen zugelassen zu werden.
Zu den Besitzern kölmischer Güter gehörten auch adlige Familien und der preußische König. Soweit die kölmischen Güter nicht das Privileg einer eigenen Gerichtsbarkeit hatten, unterstanden sie seit 1724 der Gerichtsbarkeit des zuständigen königlichen Domänenamts. Nach dem preußischen Landrecht hatte sich ein kölmischer Mann, der in einen Bauernhof eingeheiratet hatte, dort an die Rechte des Bauernstandes zu halten; einem Preußen hingegen, der in einem kölmischen Freigut sesshaft geworden war, wurden die Vorzüge des Kulmischen Rechts vergönnt.

## Rechtsstellung bis in das 19. Jahrhundert
Die Rechte der Kölmer wiesen im Vergleich zu den Rechten des Landadels keine wesentlichen Unterschiede auf. Der Stand der Kölmer war im ständischen Verband Ost- und Westpreußens organisiert, dessen Versammlungen abwechselnd in Königsberg und Danzig stattfanden.
Das Landrecht von 1685 bewertet den kölmischen Besitz als uneingeschränktes Eigentum. Kölmer hatten der Herrschaft pro Jahr eine gewisse Geldsumme zu erlegen, Naturalien zu liefern und bestimmte Dienstleistungen (wie Reiterdienst bei der Verteidigung des Landes) zu erbringen, die in der Regel in vier bis sechs Tagen abgeleistet werden konnten. Das sogenannte Kölmische Recht gewährte vor allem große Freiheiten, wie die Vererbung des Gutes an Söhne und Töchter, dessen Verkauf, die Befreiung von allem Scharwerk, oft auch die Privilegien der Fischerei, mittleren und minderen Jagd, Brauerei und dergleichen. Innerhalb der Gruppe der Freien Grundbesitzer gab es neben den Kölmischen auch noch Magdeburgische, Preußische und Adlige Freien oder Freisassen.
Die agrarische Gesellschaft in der frühneuzeitlichen Region um das Weichseldelta und östlich davon kannte keine einheitliche „Klasse“ der Bauern. Für die Bauern waren vielmehr die sehr unterschiedliche Rechtsstellung und der differenzierte soziale Status kennzeichnend. (Ost)Preußen beheimatete freie, zu keinem Grundherrn in persönlicher oder dinglicher Abhängigkeit stehende Bauern: Um 1750 standen dort etwa 10.000 dieser nach Kulmer Recht angesiedelten Bauern ca. 40.000 hörige Landwirten gegenüber.
Neben diesen freien Bauern besaßen alle übrigen Bauern den Status der Erbuntertänigkeit, sowohl auf landesherrlichen Domänen als auch auf den adligen Gütern.
Die Erbuntertänigkeit bedeutete für die Bauern, dass sie an die Scholle gebunden (glebae adscriptus) waren und ohne Erlaubnis des Herrn den Dienstort nicht wechseln durften. Außerdem waren sie zum Frondienst verpflichtet und vom Heiratskonsens der Gutsherren abhängig. Das Besitzrecht war innerhalb der Erbuntertänigkeit erheblich abgestuft: Nur über ihren frei vererbbaren und verkäuflichen Boden, an dem sie eine Art von Untereigentum innehatten, waren die Erbzinsbauern an ihren Gutsherrn gebunden.
In der Altmark, dem Magdeburger Gebiet sowie Niederschlesien war diese Rechtsstellung verbreitet, sowie in den Kolonisationsgebieten im Oder- und Warthebruch, in der Prignitz und in Pommern.
Die große Mehrheit der Bauern verfügte nicht über Eigentumsrechte an ihrem Land, sondern nur über die Nutzungsrechte, also über sogenannten Lass-Besitz. In der Lasswirtschaft waren die wichtigsten Betriebsmittel der Lassiten Eigentum ihrer Gutsherren (vor allem im 18. Jahrhundert). Die Lassiten besaßen teil vererbbaren Besitz, teils war der Leihzyklus auf die Lebenszeit oder auf eine noch kürzere Zeitspanne begrenzt. Im Erbfalle konnte der Gutsherr aus den Nachkommen des Lassiten den Erben auswählen. Unerbliche Lassbauern waren so schlecht gestellt, dass sie mitsamt ihrer Bauernstelle verkauft werden konnten.